# 11793 Chujkovia
11793 Chujkovia è un asteroide della fascia principale esterna. Scoperto nel 1978, presenta un'orbita caratterizzata da un semiasse maggiore pari a 3,045233 UA e da un'eccentricità di 0,138279, inclinata di 9,680334° rispetto all'eclittica. Ha un diametro di 14,840 km e un'albedo di 0,055.
Fa parte della famiglia di asteroidi Emma.